# Chrystian (książę Saksonii-Eisenberg)
Chrystian (ur. 6 stycznia 1653 w Gocie, zm. 28 kwietnia 1707 w Eisenbergu) – książę Saksonii w księstwie Saksonii-Gothy-Altenburga od 1674 do 1680 (wraz z braćmi), po podziale od 1680 samodzielny książę Saksonii-Eisenberg.

## Życiorys

Obszar księstwa Saksonii-Eisenberg w 1680 na tle granic saskich księstw na terenie Turyngii

Chrystian był jednym z licznych synów księcia Saksonii-Gothy-Altenburga Ernesta I Pobożnego z rodu Wettinów i Elżbiety Zofii, córki księcia Saksonii-Altenburg Jana Filipa. Studiował w Strasburgu, następnie odbył kilka podróży po Europie. W wyniku potwierdzonego w 1680 podziału księstwa Saksonii-Gothy-Altenburga między siedmiu synów Ernesta Pobożnego otrzymał w samodzielne władanie niewielką jego część obejmującą m.in. Eisenberg, Ronneburg, Rodę i Camburg – nazwaną księstwem Saksonii-Eisenberg. Aby uczynić z Eisenbergu godną siedzibę rozbudował tutejszy pałac (wzniósł kościół pałacowy i założył ogrody). Hojną ręką wspierał szkolnictwo i mieszkańców miasta. Prowadził bardzo wystawny dwór, z którego uczynił centrum kultury, szczególnie muzyki i teatru. Zajmował się też alchemią. Te wszystkie działania doprowadziły go do finansowej ruiny. Mimo to w ostatnich dniach życia, wierząc, że alchemiczne przedsięwzięcia przyniosą mu bogactwo, zwolnił poddanych na trzy lata z podatków. Wierzył także, że posiadł zdolność kontaktu z duchami.

## Rodzina
Pierwszą żoną Chrystiana była Chrystiana (1659–1679), córka księcia Saksonii-Merseburga Chrystiana I. Z tego związku pochodziła córka Chrystiana (1679–1722), żona księcia Szlezwik-Holsztyn-Glücksburg Filipa Ernesta. Drugą żoną Chrystiana była Zofia Maria (1661–1712), córka landgrafa Hesji-Darmstadt Ludwika VI. To małżeństwo było bezdzietne.